# Zhuangzi (boek)
Het boek de Zhuangzi is een Chinese tekst uit de 4e tot 3e eeuw v.Chr. Het behoort samen met de Daodejing (de Laozi) tot de belangrijkste werken van het Taoïsme, waar het boek ook bekend staat onder de eretitel Het Waarachtige Boek van de Bloem van het Zuiden (南華真經 Nanhua zhenjing). Het boek is ook onbetwist een van de meesterwerken van de wereldliteratuur, en veel poëten en schrijvers hebben zich toen en nu door het boek laten inspireren. Als taoïstisch werk heeft het ook een mystieke en meditatieve dimensie. Het boek, en dan vooral de innerlijke geschriften, kan ook rekenen op belangstelling van filosofen en levenskunstenaars.

## Inleiding
Geen enkel Chinees werk kan zich meten met de Zhuangzi, aldus sinoloog en vertaler Jan de Meyer. Dankzij zijn unieke mengeling van fijnzinnige argumentatie en mystieke poëzie, zijn nietsontziende humor, zijn grote rijkdom aan wijsgerige thema's en zijn uitbundige gebruik van parabel, allegorie en pure fantasie, is de Zhuangzi twee millennia lang een onuitputtelijke inspiratiebron geweest voor denkers, schrijvers en kunstenaars.
Sinoloog en vertaler Kristofer Schipper sluit hierbij aan: Geen enkel Chinees boek is wat betreft taal, stijl en inhoud met de Zhuangzi te vergelijken. Het enige boek uit de oudheid dat tot dezelfde taoïstische traditie als de Zhuangzi behoort is de Daodejing. Er bestaat een grote overeenkomst in de gedachtewereld van beide boeken, en de aforismen van de Daodejing worden in de Zhuangzi veelvuldig aangehaald. Maar wat vorm en stijl betreft liggen de twee werken ver uit elkaar. De Daodejing is een korte tekst van niet veel meer dan vijfduizend karakters die de grondbeginselen van het taoïsme in korte paradoxen neerlegt. De Zhuangzi is daarentegen veel meer uitgewerkt, met allerlei korte verhalen, filosofische beschouwingen, tweespraken, mystieke gedichten en wetenschappelijke observaties, alle doorspekt met wonderlijke en humoristische elementen. De opeenvolging van de verschillende passages werkt als een caleidoscoop: de stijl heeft vele schakeringen; soms ernstig en plechtig, nu eens ingetogen, dan weer vrolijk, oneerbiedig en zelfs niet zonder onomwonden provocatie en heiligschennis. De Daodejing is als een zang, de Zhuangzi is vergelijkbaar met een symfonie of zelfs met een heel concert, aldus Kristofer Schipper in de inleiding bij zijn vertaling van de Zhuangzi.
De Zhuangzi is een heerlijk boek om te lezen, met een duizelingwekkende reeks dialogen, fabels en allegorieën, allemaal geschreven in een levendige en meeslepende stijl.
Het boek wordt bevolkt door meer dan 300 personages al dan niet fictief, mythisch of historisch. Naast een galerij personen passeert ook een heel dierenpark de revue. Luipaarden, wilde paarden, apen, vissen, krekels, duiven, boskatten wezels, vlinders, fazanten, modderkruipers, bidsprinkhanen, schildpadden etc. En dan zijn er nog de verschillende bomen, planten, wervelwinden e.d. En dan hebben we nog Kun en Peng uit de openingszinnen van het boek:
In de duistere wateren van het noorden was er eens een vis, en zijn naam was Kun. Die Kun had een omvang van ik weet niet hoeveel duizend mijl, zó groot was hij. Hij veranderde en werd een vogel genaamd Peng. En die Peng had ook een omvang van ik weet niet hoeveel duizend mijl, zó groot was zijn rug.
Met grote kracht sloeg hij zijn wieken uit. Zijn vleugels waren als wolken die de hemel bedekten. Wat een vogel! Met hoge zee zette hij koers naar de duistere wateren van het zuiden. Die zuidelijke zeeën zijn het Hemelse Meer.

Even verderop horen we het krekeltje en het duifje lachen:
Het krekeltje en het duifje lachen erom, en zeggen: ‘We maken een sprongetje en vliegen tot aan die olm of die sandelboom. Soms halen we het niet en vallen we op de grond voordat we er zijn, en dat is dat! Wat moet dat eigenlijk, eerst negentigduizend mijl omhoog om naar het zuiden te vliegen?’
Het eerste hoofdstuk geeft meerdere voorbeelden om te illustreren dat ieder zijn eigen perspectief en context heeft. In het daarop volgende hoofdstuk over de gelijkheid der dingen wordt dat verder uitgewerkt.
Filosofen hebben geprobeerd om de Zhuangzi in een van de (Angelsaksisch analytische) filosofische stromingen te plaatsen. Was Zhuangzi een mysticus, een relativist, een scepticus, een relativistische scepticus, een ethicus enz. enz.? Het is juist Zhuangzi die onze gangbare interpretatie kaders ter discussie stelt en ons uitnodigt om een andere wijze naar de wereld van 'alles wat is' (wànwù 萬物 - de tienduizend dingen) te kijken.
In de Zhuangzi worden termen nooit eenduidig gedefineerd. En zelfs de verhaaltjes mogen recht toe recht aan lijken, de overkoepelende moraal in die verhaaltjes blijft vaak verborgen. Is de heremiet Xu You nu een held of een dwaas? Zijn we zelf de krekel in het verhaaltje hierboven of juist niet?
De thema's, stijl en vorm van de Zhuangzi dwingen de lezer de eigen interpretatiekaders te onderzoeken.

## Compilatie
De oudste vermelding van de Zhuangzi is te vinden in de Lüshi chunqiu uit 240 v.Chr (De annalen van Lu Buwei). Verder wordt de Zhuangzi genoemd in de Xunzi (335-238 v Chr) en de Han Feizi
Harold Roth concludeert in zijn Who Compiled The Chuang Tzu dat de Zhuangzi in de periode vierde tot tweede eeuw v Chr. is samengesteld en doorgegeven. De tekst is vervolgens samengesteld aan het hof van Liu An, de koning van Huainan, die ook de opdracht heeft gegeven tot het schrijven van de Huainanzi. De Zhuangzi telde toen 52 hoofdstukken met meer dan 100.000 karakters. Het zou rond 130 v.Chr gecompileerd zijn.

### Yiwenzhi
De Yiwenzhi, een hoofdstuk uit het Boek van de Han (Han Shu 漢書), uit 111 v Chr. geeft melding van een Zhuangzi die bestaat uit 52 hoofdstukken. Liu Xiang had de opdracht de keizerlijke bibliotheek weer op orde te brengen. Hij heeft veel klassieke teksten onderhanden genomen. Naast het verwijderen van dubbele bamboerollen heeft hij ook tekstfragmenten toegevoegd of verwijderd en de teksten opnieuw gerangschikt. Het is waarschijnlijk dat Liu Xiang ook de in de bibliotheek aanwezige Zhuangzi (veder) heeft geredigeerd. De indeling in innerlijke, gemengde en uiterlijke geschriften is vermoedelijk van hem..

### Guo Xiang
De huidige overgeleverde tekst is gebaseerd op het commentaar van Guo Xiang (郭象, c. 252-312 n.Chr.) en kent 33 hoofdstukken. Van hem is een nawoord bij de Zhuangzi bewaard gebleven.

Daarin staat het volgende:
.. het grote talent van Meester Zhuang is over de hele wereld bekend, en zijn werk is werkelijk zo rijk aan uitzonderlijke formuleringen en prachtige uitdrukkingen dat zijn "ware woorden onwaar lijken." Daarom kunnen geleerden die vastzitten in slechts één nauwe hoek van kennis de brede strekking van zijn betekenis niet begrijpen. In plaats daarvan voegen ze er roekeloos wilde verhalen aan toe. (..) Als ze worden meegeteld, maken ze drietiende van alle teksten uit. Sommige woorden zijn versimpled, anderen zijn fantastischer gemaakt. Sommige lijken op het Schrift van bergen en zeeën (Shanhai jing), en weer anderen lijken op de geschriften van droomuitleggers. Sommige woorden zijn afkomstig uit de Huainanzi, terwijl andere weer behoren tot de categorie van speculaties over 'namen en realiteit'. Voorzien van elegante taal, draven ze voort als koppels van gepaarde draken en slangen.
Bovendien is hun stijl oppervlakkig en onlogisch, totaal niet in staat om iets diepgaands te zeggen en zijn ze gewoon onmogelijk te begrijpen. Het geeft je het gevoel alsof het hexagram Kun (Benauwenis) wordt gevolgd door Meng (Jeugddwaasheid). Als je zo vastzit op één plek gaat de kern volledig verloren. Hoe zou dit ooit de manier kunnen zijn om te begrijpen wat Meester Zhuang bedoelde! Daarom heb ik al dergelijke teksten verwijderd en er geen van hier opgenomen. In plaats daarvan heb ik het beste bewerkt, heb ik alle belangrijke dingen samengebracht die hij zei, in een totaal van drieëndertig hoofdstukken.
Teksten die Guo Xiang heeft verwijderd zijn mogelijk (voor een deel) in de Liezi en de Shan Hai Jing terecht gekomen. Het nawoord maakt duidelijk dat Guo Xiang niet alleen dubbele bamboerollen heeft verwijderd maar dat hij ook inhoudelijk heeft ingegrepen.
Guo Xiang heeft negentien hoofdstukken weggelaten die blijkbaar voornamelijk over dromen, fantasievolle reizen en sjamanistische ervaringen gingen. Hij heeft de tekst zeer eigenzinnig gerangschikt en geïnterpreteerd. Tot op heden is het moeilijk tot onmogelijk om de oorspronkelijke Zhuangzi van die van Guo Xiang, te onderscheiden.
Wuzhuo, een Zen meester uit de Song Dynastie verzuchtte eens: "Ik heb ooit een blik geworpen op het commentaar van Guo Xiang op de Zhuangzi, waarover geleerden zeggen dat het eigenlijk het commentaar van meester Zhuang op Guo Xiang zou moeten zijn". Voor de studie van de Zhuangzi is het dan ook van belang dat ook de achtergronden en ideologie van Guo Xiang worden onderzocht.
De door Guo Xiang geredigeerde tekst is de tekst die verder is doorgegeven. Gedurende deze transmissie zijn er nog wijzigingen en aanvullingen aangebracht. Ook zijn er commentaarregels in de tekst geslopen. Kristofer Schipper heeft die, voor zover hij dat kon beoordelen, in zijn Nederlandse vertaling buiten beschouwing gelaten.

## Tekstlagen
Veel moderne critici hebben opgemerkt dat pre-Han teksten vaker het product zijn van meerdere auteurs. (Goldin 2020). Dat geldt ook voor de Zhuangzi. Of zoals Kristofer Schipper het samenvat: "Niet het werk van één auteur, maar de traditie van een hele school over een periode van ongeveer honderd jaar ligt in deze geschriften besloten".
Liu Xiaogan en Angus Graham hebben onafhankelijk van elkaar onderzoek gedaan naar de historiciteit van de tekst. Zij stellen dat de Zhuangzi over een periode van meerdere eeuwen tot stand is gekomen. Zij onderscheiden verschillende historische tekstlagen.
Angus Graham onderscheidt in zijn artikel How Much of Chuang-tzu Did Chuang-tzu write? uit 1979 de volgende lagen:
- Teksten toe te schrijven aan Meester Zhuang. Hoofdstukken 1-7 plus enkele passages uit de gemengde schriften, 4e eeuw v.Chr.
- Teksten van (latere) leerlingen ('School of master Zhuang'). Hoofdstukken 17-22, derde-tweede eeuw v Chr., vroege Han-periode.
- Teksten van een individu, de zgn 'Primitivist', die sterk is beïnvloed door Laozi. Hoofdstukken 8-10, deel hst 11, vermoedelijk rond 205 voor Chr.
- Teksten van een school van eclectische Daoisten of “Syncretisten”. Hoofdstukken 12-15, 11B, 33, vroege Han-periode, ca 180 v Chr.
- Teksten van de zgn 'Yangist', die aansluiten bij Yang Zhu’s 楊朱 (370–319 v Chr.) zorg voor zichzelf. Hoofdstukken 28-31.
- Heterogene teksten.[16] Hoofdstukken hst 23-27, 32, waarvan sommige fragmenten vierde eeuw v Chr.

Liu Xiaogan komt in zijn Classifying the Zhuangzi Chapters uit 1994 tot vier secties:
- meester Zhuang (hst 1-7)
- groep I leerlingen meester Zhuang (hst 17-22, 23-27, 32)
- groep II Huang-Lao school (hst 12-16, 33, 11B)
- groep III anarchisten (hst 8-11A, 28-31)

Graham en Liu onderscheiden min of meer dezelfde groepen hoofdstukken. Graham's 'leerlingen van Zhuangzi' en de 'heterogene teksten' vinden we in groep I van Liu. De 'syncretisten vallen samen met groep II van Liu. Groep III, de anarchisten, is bij Graham gesplitst in de 'Primitivist' , en de 'Yangist'.
Sinoloog Esther Sunkyung Klein stelde de toewijzing van de innerlijke geschriften (hst 1-7) aan Zhuang Zhou ter discussie. Dat maakte veel emoties los want juist de innerlijke geschiften zijn populair bij (angelsaksische ) filosofen en behoren tot de meest bestudeerde en vertaalde hoofdstukken. Zij stelt dat de innerlijke geschriften mogelijk van veel latere datum zijn, wellicht opgesteld aan het Hof van Huainan.
Paul R. Goldin sluit de discussie kort met de volgende stelling :
Het meeste wat men kan zeggen is dat de "innerlijke geschiften" het materiaal bevatten dat Guo Xiang beschouwde als de filosofische kern. Ze bevatten zeker enkele van de meest complexe en boeiende passages. Maar verder dan dit kunnen we niet gaan. Dat zou een ontkenning zijn van Guo Xiang's rol in de redactie en vormgeving van de tekst.

Brook Ziporyn nodigt de lezer uit om de Zhuangzi te lezen als was het een boek geschreven door een enkele auteur genaamd Zhuang Zhou. Hij schrijft, vrij vertaald: 
Stellen we ons deze Zhuangzi voor, laten we doen alsof het boek door deze Zhuangzi is gemaakt. Een boek dat kan worden gezien als een zorgvuldig samengestelde reis die is ontworpen om de lezer te verleiden, te verontrusten, te onderwijzen en te betoveren. Een boek dat een complex wereldbeeld in al zijn facetten tot uitdrukking weet te brengen. Een boek dat alle uithoeken verkent van Zhuangzi's denken.

## Hoofdstukken
De geschriften van Zhuang Zi is in drie delen onderverdeeld:
- de innerlijke geschiften (hst 1-7),
- de gemengde geschiften (hst 8-22),
- de uiterlijke geschriften (hst 23-33).

### Innerlijke geschriften
| 01. 逍遙遊 | Xiaoyaoyou   | Zwerven, vrij en blij                          |
| 02. 齊物論 | Qiwulun      | Verhandeling over de gelijkheid der dingen     |
| 03. 養生主 | Yangshengzhu | Richtlijnen om het leven te voeden             |
| 04. 人間世 | Renjianshi   | De wereld van de mensen                        |
| 05. 德充符 | Dechongfu    | Het teken van de volkomen deugd                |
| 06. 大宗師 | Da Zongshi   | De meester van de grote leer                   |
| 07. 應帝王 | Yingdiwang   | Koning zijn in overeenkomst met het opperwezen |

### Gemengde geschiften
| 08. 駢拇   | Pianmu      | Tenen met vliezen              |
| 09. 馬蹄   | Madi        | Paardenhoeven                  |
| 10. 胠篋   | Quqie       | Koffers openbreken             |
| 11. 在宥   | Zaiyou      | De vrije loop                  |
| 12. 天地   | Tiandi      | Hemel en aarde                 |
| 13. 天道   | Tiandao     | De Tao van de hemel            |
| 14. 天運   | Tianyun     | De kringloop van de hemel      |
| 15. 刻意   | Keyi        | Vooroordelen                   |
| 16. 繕性   | Shanxing    | De natuur verbeteren           |
| 17. 秋水   | Qiushui     | Herfstvloed                    |
| 18. 至樂   | Zhile       | Het volmaakte geluk            |
| 19. 達生   | Dasheng     | Het leven doorgronden          |
| 20. 山木   | Shanmu      | De boom in de bergen           |
| 21. 田子方 | Tian Zifang | Tian Zifang                    |
| 22. 知北遊 | Zhi Bei You | Kennis reisde naar het noorden |

### Uiterlijke geschiften
| 23. 庚桑楚 | Geng Sangchu | Gengsang Chu                     |
| 24. 徐無鬼 | Xu Wugui     | Xu Wugui                         |
| 25. 則陽   | Zeyang       | Ziyang                           |
| 26. 外物   | Wai Wu       | Uiterlijke dingen                |
| 27. 寓言   | Yuan         | Schuilwoorden                    |
| 28. 讓王   | Rang Wang    | Afstand doen van het koningschap |
| 29. 盜跖   | Dao Zhi      | Rover Voetpad                    |
| 30. 說劍   | Shuo Jian    | Over zwaarden                    |
| 31. 漁父   | Yu Fu        | De oude visser                   |
| 32. 列御寇 | Lie Yukou    | Lie Yukou                        |
| 33. 天下   | Tianxia      | Alles onder de hemel             |

## Thema's
De Zhuangzi bevat geen uitgebreide filosofische verhandelingen maar reikt veel thema's aan. Thema's die ook vandaag de dag vaak nog actueel zijn.
- over het nut van nutteloosheid
- over de gelijkwaardigheid van de tienduizend dingen, van 'alles wat is'
- over het relatieve van gezichtspunten en de Ware mens die dat kan overstijgen
- over bijzondere vaardigheden van personen en ambachtslieden die zich over kunnen geven aan de dao
- over dood en leven en hoe die samen één zijn
- over hoe goede bedoelingen kunnen leiden tot rampzalige gevolgen
- over het gevaar van een rol als overheidsdienaar
- over meditatie
- enz. enz.

Door al die thema's heen lopen rode draden zoals Dao'(道), Zìrán - 'het vanzelf zo' (自然), verandering (yi 易) of transformatie (hua 化), de ware mens (zhēnrén 真人).
Ter illustratie het thema over het nut van nutteloosheid.

### Nutteloosheid
De Zhuangzi kent enkele verhalen over het nut van het nutteloze. Het verhaal uit hoofdstuk 4-IV over de timmerman en de heilige eik is het meest illustratief.
Timmerman Shi loopt voorbij een oude eik zo groot 'dat duizenden runderen eronder konden schuilen'. Hij liep er achteloos aan voorbij maar zijn leerling is vol bewondering:
 ‘Meester: sinds ik bijl en beitel heb opgenomen om u te volgen, heb ik nog nooit zulk prachtig materiaal gezien. Maar u keurt het geen blik waardig en loopt door zonder ook maar één keer te stoppen. Waarom is dat?’
De timmerman ziet er slechts overtollig hout in:
‘Hou op! Praat me er niet van! Dat is overtollig hout. Maak er een boot van en hij zinkt. Een doodskist? Hij verrot meteen. Een gebruiksvoorwerp? Het gaat dadelijk kapot. Een deur? Die blijft nat van de hars. Een steunpilaar? Daar komen insecten in. Dit is hout dat nergens toe dient, dat nergens voor kan worden aangewend, en om die reden heeft die boom zo oud kunnen worden.’
Toen de timmerman thuis was gekomen verscheen de heilige eikenboom aan hem in droom en sprak:
 ‘Waar dacht je mij wel mee te vergelijken? Wilde je zeggen dat ik “overtollig hout” was? Appelen, peren, mandarijnen, pomelo’s en de vruchten van andere bomen: ze worden afgerukt zodra ze rijp zijn. Daardoor worden die bomen gekwetst, hun grote takken afgebroken en hun twijgjes vernield. Dat is je hele leven narigheid ondervinden vanwege je bekwaamheden. Om die reden kan ook geen van hen zijn door de hemel bestemde levensloop volbrengen, maar sterven ze allemaal voortijdig wanneer ze pas op de helft zijn. Ze zijn het zelf die zich deze algemeen gangbare geweldplegingen op de hals halen, en met andere wezens is het ook zo gesteld. Daarom ben ik al lang geleden gaan proberen om volstrekt nutteloos te worden. Vaak kwam ik er dichtbij, en nu heb ik het bereikt. Dat is voor mij van het grootste nut. Als ik ooit enige nuttigheid gehad zou hebben, zou ik dan zo groot hebben kunnen worden? Laten we daarbij ook nog bedenken dat we allebei maar schepsels zijn. Hoe kunnen schepsels elkaar beoordelen? Hoe kan een overtollig mens zoals jij, die bovendien weldra gaat sterven, weten wat een overtollige boom is?’
De boom heeft zijn nut als beschutte plek voor de runderen en voor de mensen die de boom aanbidden. In dit verhaal zien we ook nog andere thema's zoals: de gelijkheid der dingen (wat geeft de timmerman het recht om de boom, ook een schepsel, te veroordelen); het ten volle kunnen leven van de door de Hemel gegeven tijdsspanne.
In hoofdstuk 1 vergelijkt Hui Zi de teksten van Zhuang Zi met een grote boom vol knobbels en kromme takken: ze zijn onbruikbaar, zonder nut. 'Als hij [de boom] langs de weg staat, is er geen timmerman die ernaar omkijkt. Krek die woorden van jou: wel groot, maar zonder enig nut. Iedereen keert ze de rug toe.’ Zhuang Zi geeft het volgende antwoord:
‘En nu heb jij een grote boom, maar je beklaagt je dat hij geen nut heeft. Waarom plant je hem dan niet in het land van niemendal, in het veld van de wijde wildernis? Dan ga je er lekker naast zitten niets doen of er vrij en blij onder liggen slapen. Want:

Niet ten prooi zal hij vallen aan de bijl!

Geen ding zal hem ooit kwaad doen!

Wie nergens toe dient,

Wat kan die nog overkomen?’

## De honderd scholen van het denken
In het slothoofdstuk Alles onder hemel van de Zhuangzi worden een aantal personen besproken die allen op hun manier de Dao zoeken. Dat geldt ook voor Zhuang Zhou. De Zhuangzi wordt hierin raak getypeerd.
 Omdat hij Alles onder de Hemel zag als een diepe modderpoel, vond hij dat het geen zin had om ernstige taal te bezigen, maar gebruikte amusante woorden voor ongedwongen verhalen, wichtige woorden voor de authenticiteit en schuilwoorden om aan dit alles een brede betekenis te geven. Hij was uniek in de wijze waarop hij verkeerde met de spirituele essenties van hemel en aarde, maar toch was hij nooit aanmatigend tegenover zijn medeschepsels. Hij maakte geen ruzie over ‘welles’ en ‘nietes’, maar bleef bij de zeden en gewoontes van zijn tijd. Hoewel zijn geschriften zijn als grillige edelstenen, zijn ze goed gemonteerd en veroorzaken ze geen verwondingen. Zijn verhalen springen van de hak op de tak, maar toch zijn ze humoristisch en goed om te lezen. Ze zijn zo rijk van inhoud dat er nooit een eind aan komt. Zhuang Zi neemt ons mee naar hoger sferen om daar met de schepper samen rond te zwerven, en dan af te dalen en vriendschap te sluiten met hen die leven en dood hebben uitgebannen, en voor wie er geen begin en geen einde meer is. Wat betreft de oorsprong is zijn visie zowel breed, groots en open als diep, weids en vrij. Wat de voorvader aangaat kun je zeggen dat hij met hem overeenstemming heeft gevonden en hem in den hoge heeft bereikt.

In zijn creatieve werk en in zijn studie van de schepping heeft hij voor altijd geldige principes naar voren gebracht, en zijn benadering zal niet worden verworpen. Duister! Mysterieus! Niemand heeft hem nog volledig doorgrond.

## Vertalingen
Hieronder wordt een selectie van de volledige vertalingen gegeven. Daarnaast bestaan er nog bloemlezingen en partiële vertalingen van een of meerdere hoofdstukken.
- (nl)  Schipper, Kristofer (2007) Zhuang Zi. De volledige geschriften: Het grote klassieke boek van het taoïsme, Augustus.
- (en)  Lynn, Richard John (2022) Zhuangzi: A New Translation of the Daoist Classic as Interpreted by Guo Xiang, Columbia University Press (bevat het volledige commentaar van Gua Xiang).
- (en)  Ziporyn, Brook (2020) Zhuangzi: The Complete Writings, Hackett Publishing Company.
- (en)  Watson, Burton (2013) The Complete Works Of Chuang Tzu, Columbia University Press. Oorspr. Uitgave 1968 onder de titel The Complete Works of Chuang Tzu. online
- (fr)  Levi, Jean (2006) Les oeuvres de Maître Tchouang, Éditions de l'Encyclopédie des Nuisances (herziene en uitgebreide editie maart 2010).

## Nederlandstalige studies en bloemlezing
- Chong, Woei-Lien (2016) Filosofie met de vlinderslag, Damon.
- Meyer, Jan de (2023) Daoïsme de mystieke traditie: Een bloemlezing. Boom (p65-94)
- Ransdorp, René (2007) Zwervend met Zhuangzi: Wegwijs in de taoïstische filosofie, Damon.

## Geraadpleegde Literatuur
Naast bovenstaande vertalingen is de volgende literatuur geraadpleegd.
- Bumbacher, Stephan Peter (2016) Reconstructing the Zhuang zi: Preliminary Considerations. Asiatische Studien - Études Asiatiques, Vol 70 nr 3 p611-674
- Goldin (2020) The Art of Chinese Philosophy: Eight Classical Texts and How to Read Them, Princeton University Press
- Idema, Wilt en Haft, Lloyd (1996) Chinese letterkunde: een inleiding, Amsterdam University Press (herdruk 2005 Amsterdam Academic Archive)
- Klein, Esther (2011) Were there 'Inner Chapters' in the Warring States?: A New Examination of Evidence about the Zhuangzi. T'Oung Pao, 96 (4) p299-369
- Jäger, Henrik (2018), Mit den passenden Schuhen vergisst man die Füße: Ein Zhuangzi Lesebuch, Henrik Jäger.
- Kjellberg, Paul & Ivanhoe, Philip red. (1996) Essays on Skepticism, Relativism, and Ethics in the Zhuangzi, SUNY Press